# ペンタウアー
ペンタウアー（Pentawer, ペンタウアー、ペンタウアー(Pentawere and Pentaweret)とも）は、ファラオのラムセス3世の息子である、第20王朝の古代エジプトの王子であった。彼は父親を殺して王位に就く計画に関与していた。裁判の後自殺した。

## 陰謀
実際の名前は不明であり、「ペンタウアー」とはトリノの司法パピルス（裁判の記録）で彼に与えられた仮名である。彼は、おそらく母親のティイによってラムセス3世を暗殺するために始められた陰謀の受益者になるはずであり、ティイは息子を後継者に望んでいた。司法パピルスによれば、ペンタウアーは陰謀への参加を理由に裁判にかけられた人々の一人であり、自殺を余儀なくされた。遺体に関する最近の研究は、絞殺または絞首刑によって死亡したことを示唆しており、 遺体が確かに彼のものであるならば、死亡時に約18-20歳であったこととともに、賜死であったと推測される。

## ミイラ
エジプト学者のボブ・ブライヤーは、Deir el-Bahari（DB320）で見つかった「UnknownMan E」（別名「叫ぶミイラ」）の有名なミイラがペンタウアーである可能性があるという古い仮説を復活させた。ミイラは、脳や内臓を取り除くことなく素早く防腐処理され、ヒマラヤスギの箱に入れられたように見えるため、非常に珍しいものである。ブライアーは、ペンタウアーが適切な埋葬をするために、非常に急速にミイラ化され、おそらく親戚によって利用可能な棺桶に入れられたと仮定している。
その後のDNA分析は、ミイラが父方のY染色体ハプログループE1b1aとその半分のDNAを共有しているため、ミイラはラムセス3世の息子であるという理論を裏付けている。